# Міст Сант-Анджело
Міст Сант-Анджело (італ. Ponte Sant'Angelo — міст Святого Ангола) — пішохідний міст через Тибр у Римі, побудований у 134 р. римським імператором Адріаном як міст Елія (лат. Pons Aelius). Оскільки міст вів до мавзолею Адріана (нині замок Сант-Анджело), римляни називали його мостом Адріана. Міст облицьовано травертином.
У 1450 році поручні мосту не витримали напливу прочан, які поспішали на святкування до собору святого Петра і звалилися в річку; безліч прочан загинуло. У відповідь папа велів знести давню тріумфальну арку, яка нібито перекривала вихід з мосту. З XVI ст. встановився звичай вивішувати на мосту тіла страчених злочинців. Тоді ж на мосту з'явилися статуї апостолів Петра (роботи Лоренцетті, 1530) і Павла (роботи Паоло Романо, 1463), до яких з подачі Берніні додалося ще десять статуй ангелів.
Дві статуї ангелів (оригінали) зберігаються в церкві Сант Андреа делле Фратте.

## Галерея

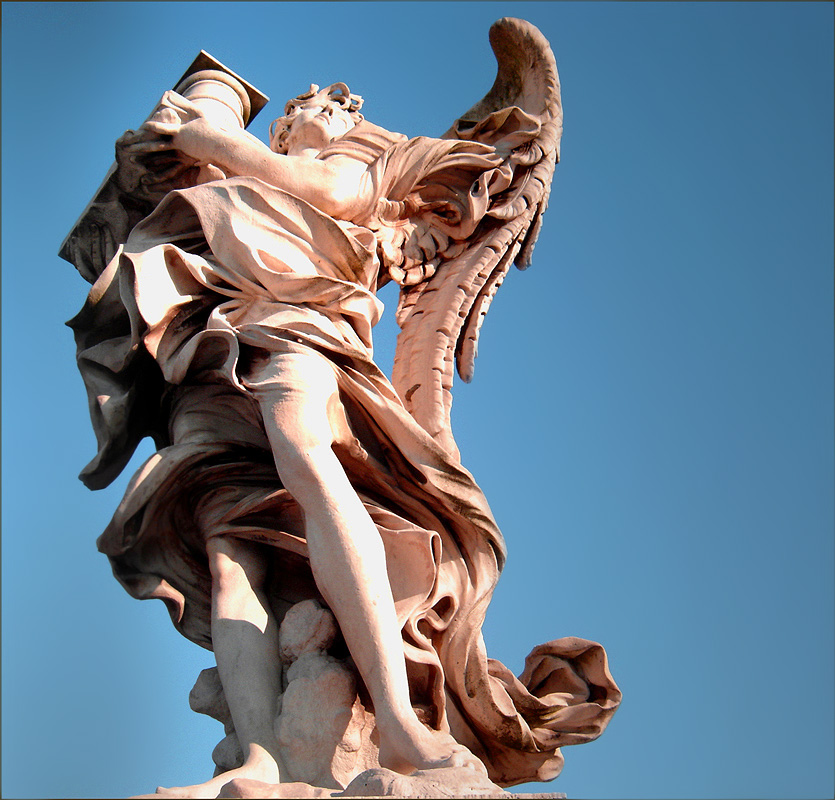
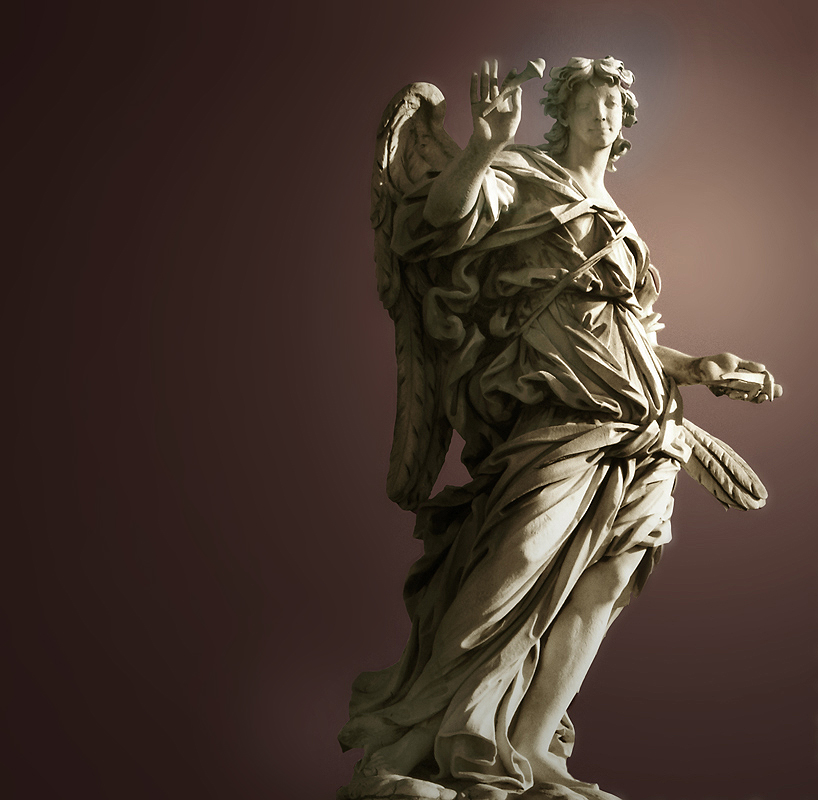
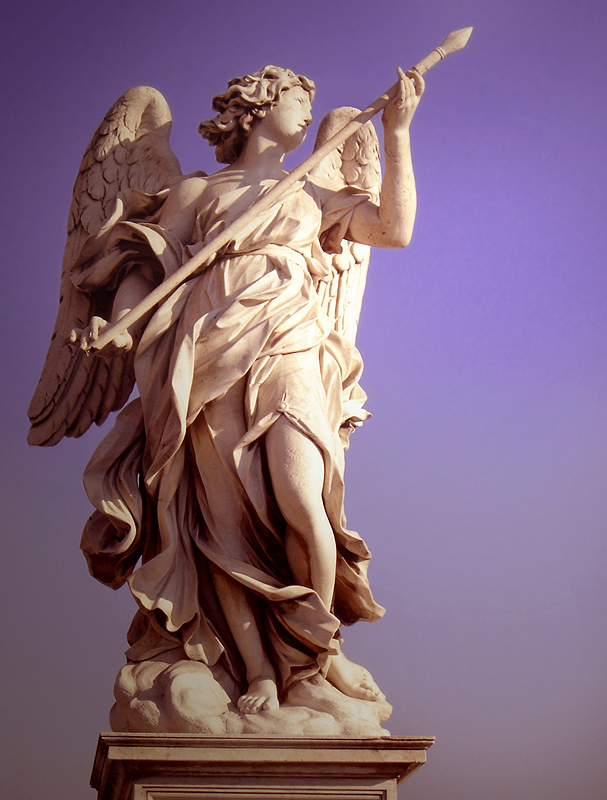
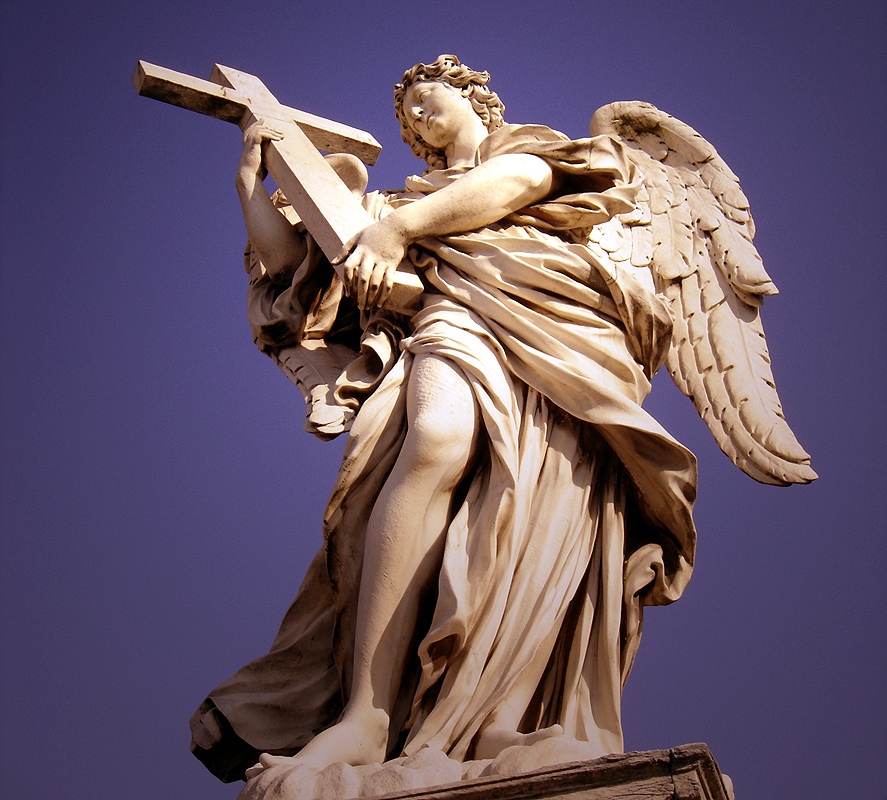
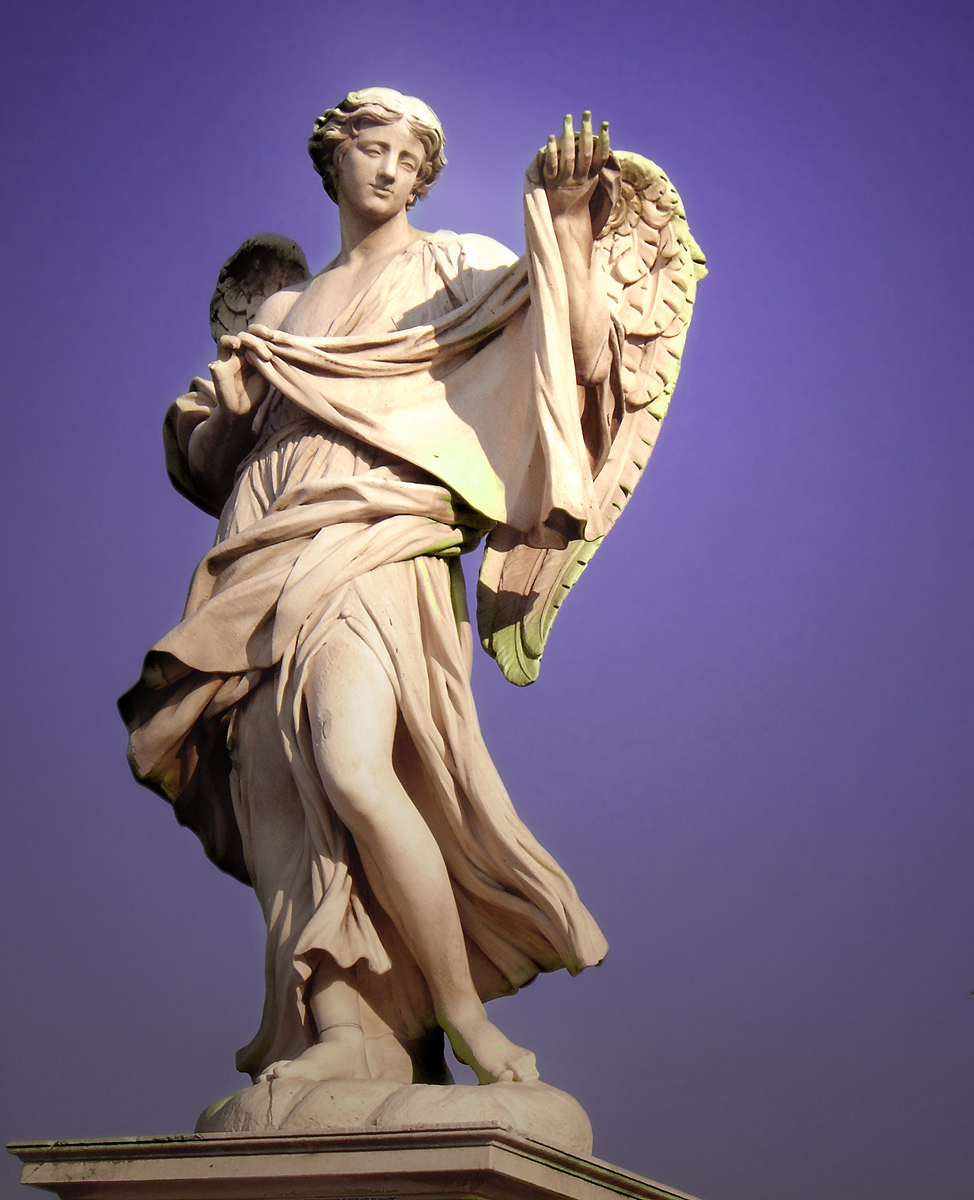
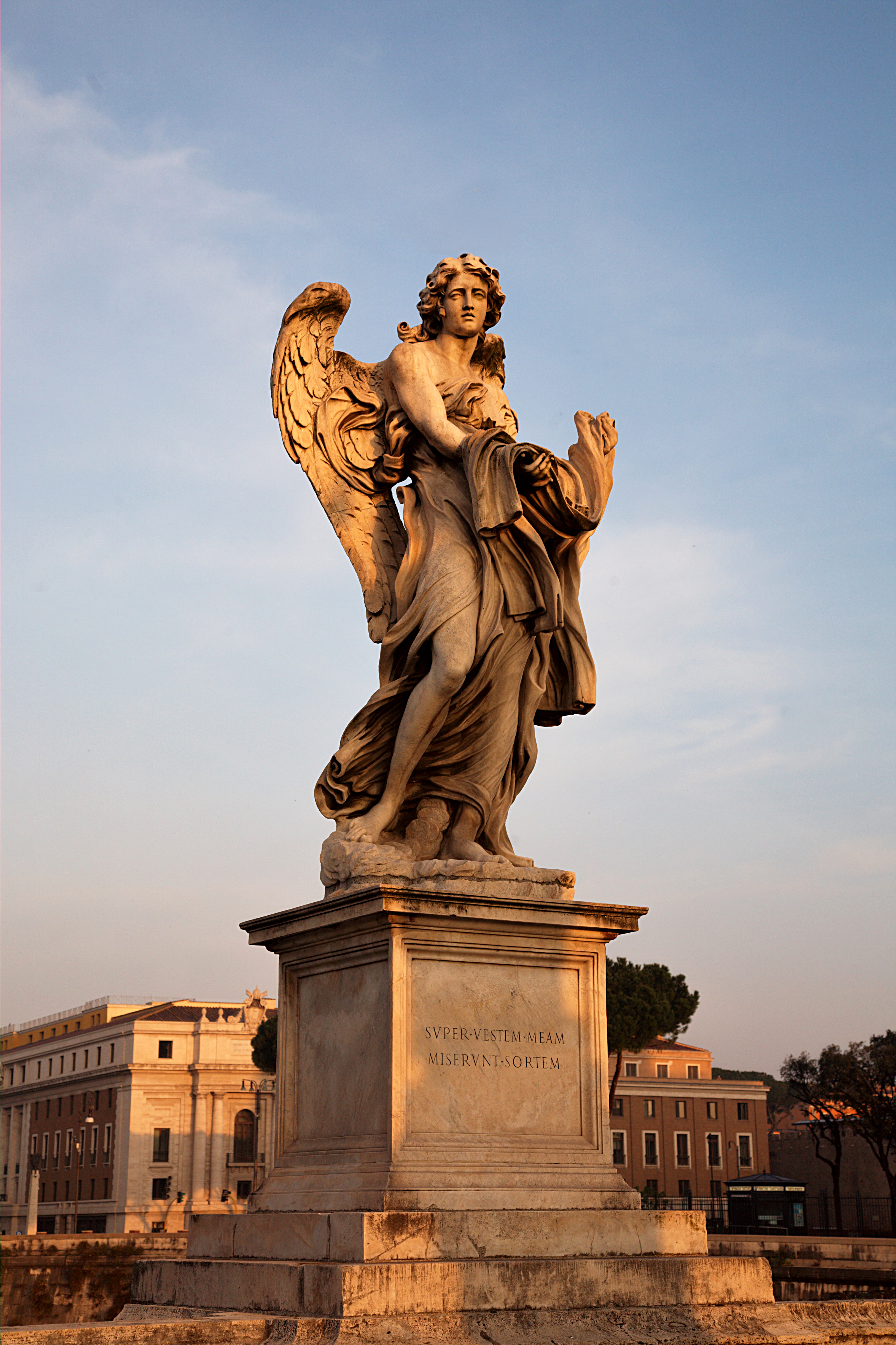
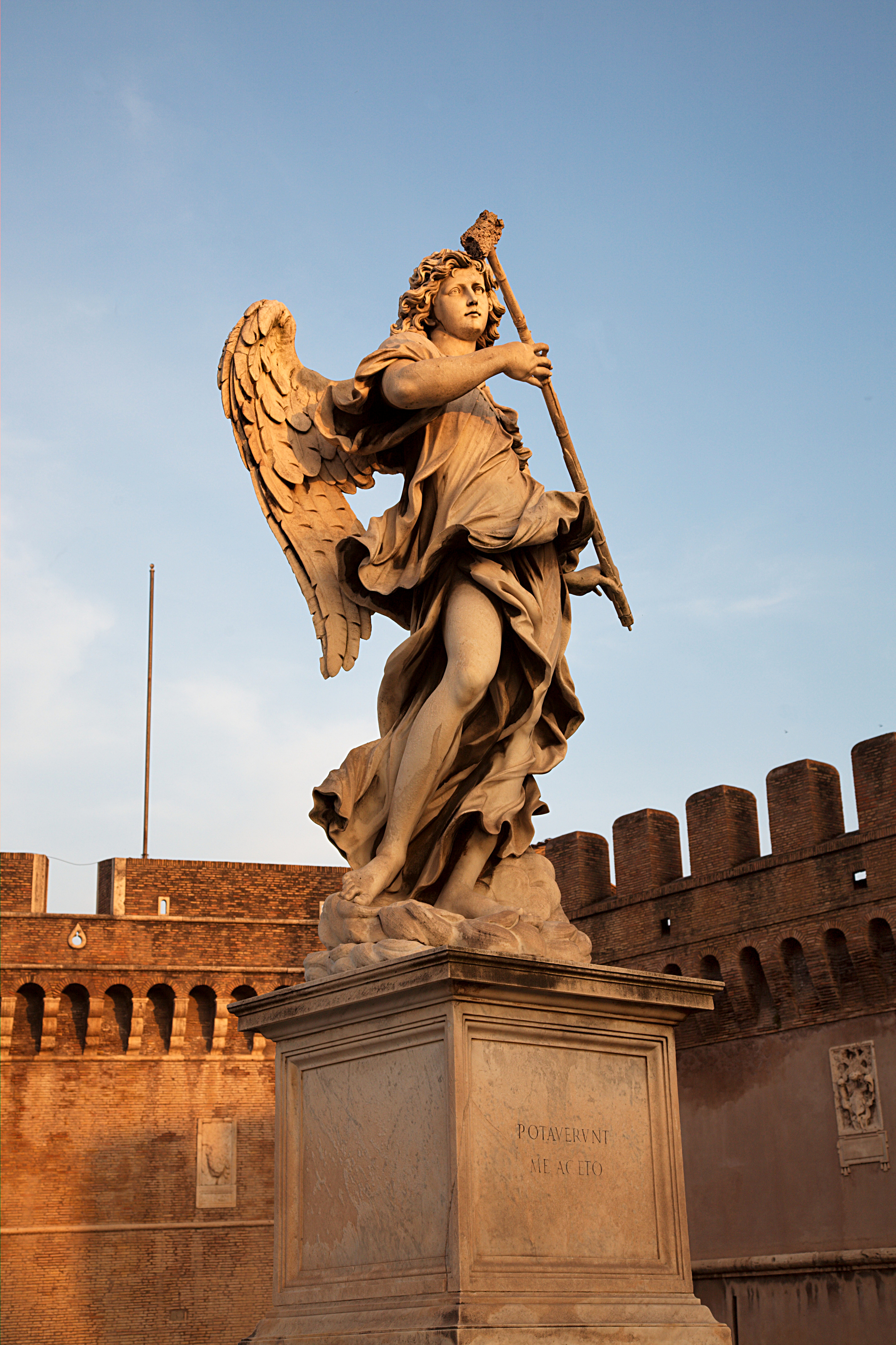
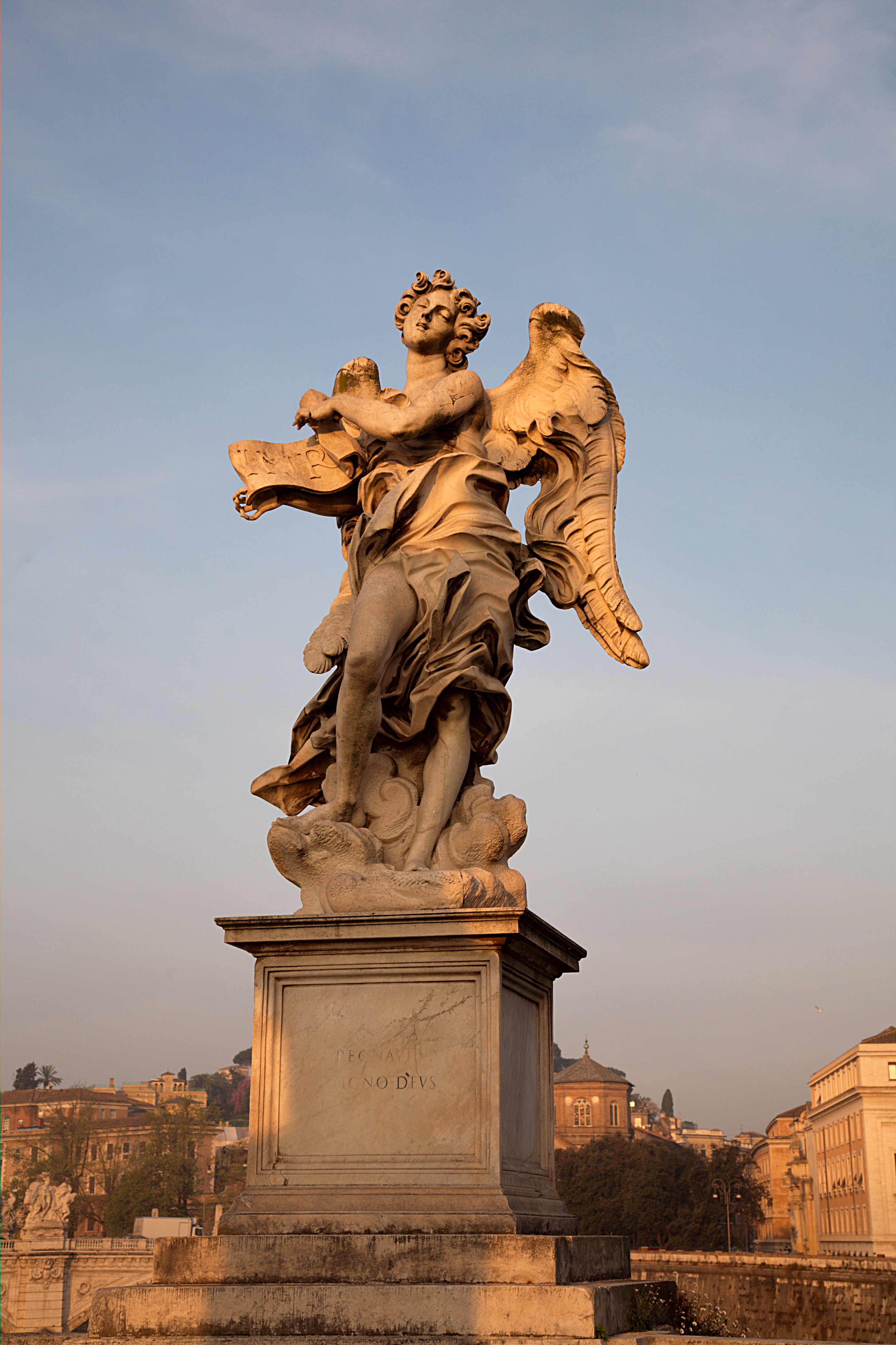
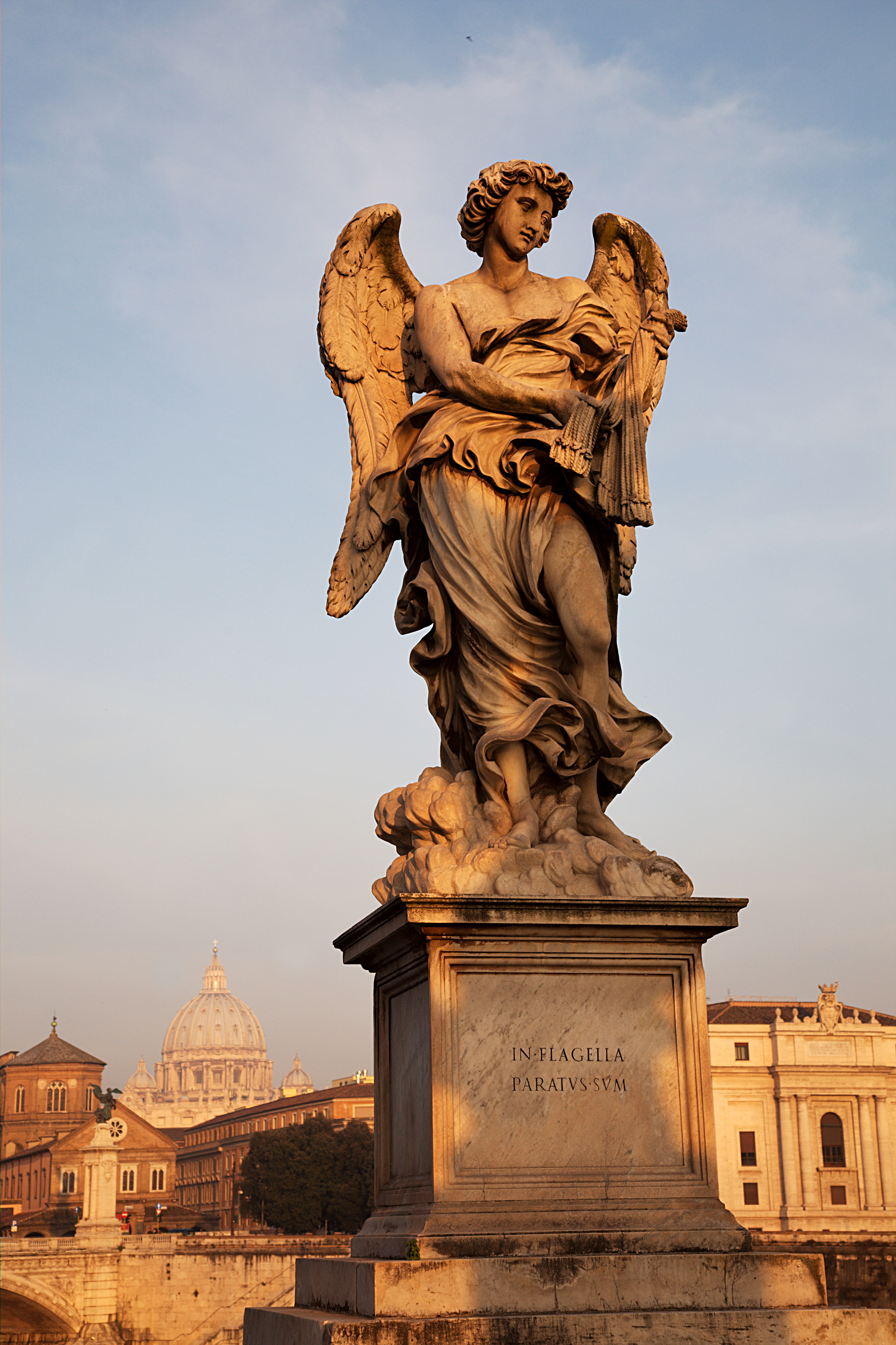
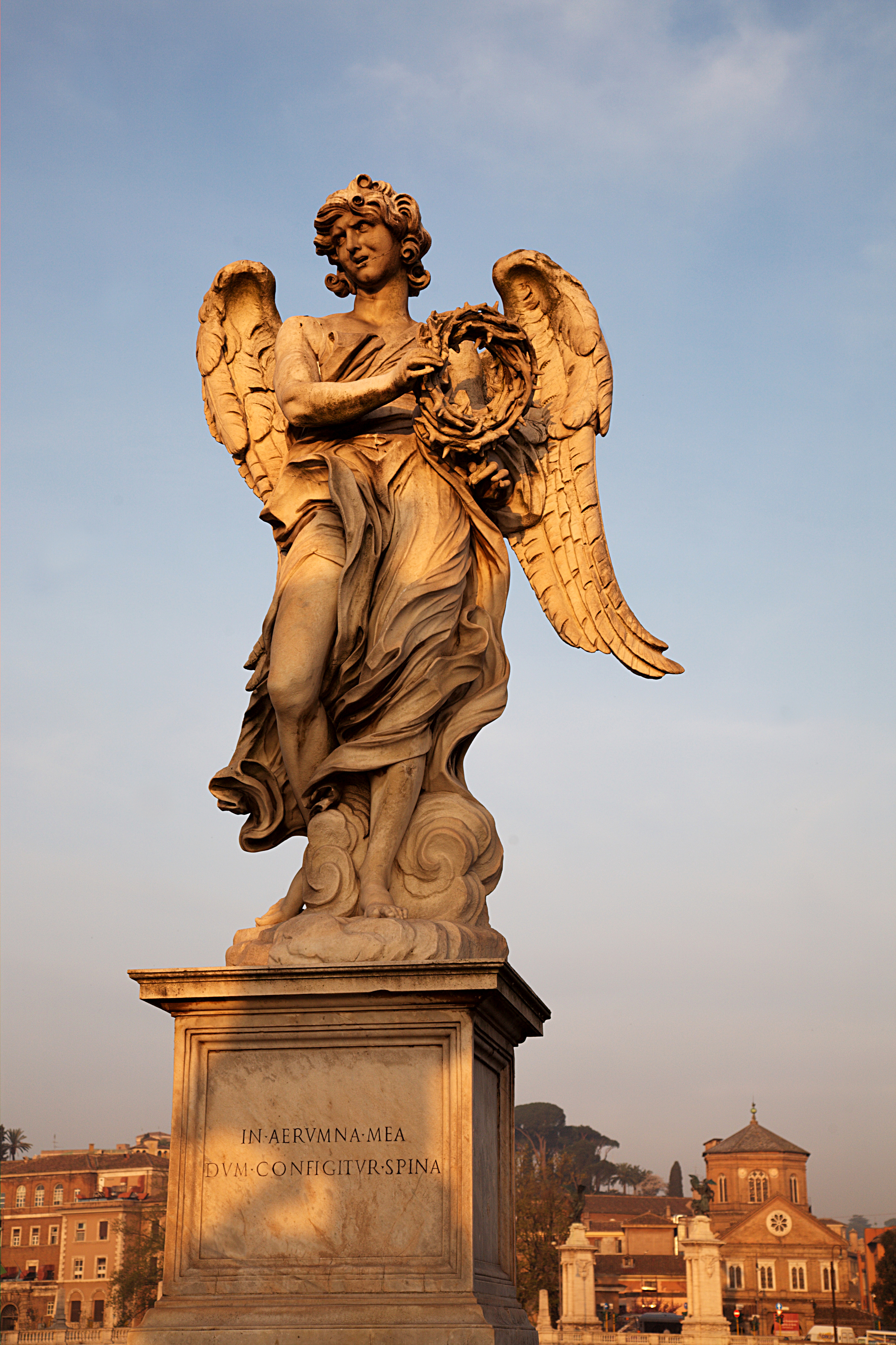